# RUS Fleurusienne
RUS Fleurusienne was een Belgische voetbalclub uit Fleurus. De club was aangesloten bij de KBVB met stamnummer 99. De club was een van de oudere clubs van het land, maar speelde nooit in de nationale reeksen.

## Geschiedenis
De club werd opgericht in maart 1909 als Etoile Sportive Fleurusienne. In maart 1914 sloot men zich aan bij de Belgische Voetbalbond. De club bleef in de regionale reeksen spelen en kreeg bij de invoering van de stamnummers in 1926 nummer 99 toegekend. Bij het 25-jarig bestaan in 1934 werd de club koninklijk en de naam werd Royale Etoile Sportive Fleurusienne (RES Fleureusienne).
In 1962 werd de clubnaam gewijzigd in Royale Union Fleurusienne (RUS Fleurusienne). Datzelfde jaar was een andere, jongere club uit Fleurus gestopt, namelijk Royal Fleurus Sports, sinds 1929 bij de voetbalbond aangesloten met stamnummer 1451. Er was echter geen officiële fusie.
In 1978 fusioneerde de club uiteindelijk met Sporting Club Lambusart (SC Lambusart). Deze club uit Lambusart, ondertussen een deelgemeente van Fleurus, was opgericht in 1949, bij de KBVB aangesloten met stamnummer 5192 en eveneens al altijd actief geweest in de provinciale reeksen. De fusieclub werd Sporting Club Lambusart-Fleurus genoemd en speelde verder met stamnummer 5192 van Lambusart. Het oude stamnummer 99 van Fleurus werd definitief geschrapt.
De fusieclub bleef in de Henegouwse provinciale reeksen spelen en zou in de tweede helft van de jaren 90 zelfs de nationale reeksen bereiken. Bij een volgende fusie in 2002 ontstond RJS Heppignies-Lambusart-Fleurus.